# Division Alpha
Division Alpha — французская индастриал-метал-группа, образованная в 1998 году в формате дуэта. Творчество группы часто сравнивают с музыкой немецкого коллектива Rammstein называя Division Alpha французским Rammstein.

## История
Музыкальный коллектив Division Alpha был образован Philippe Reinhalter и Frederic Fievez — добрыми гражданами города Лилля и бывшими членами Forlorn Emotion, — в 1998 году. В следующем году был записан дебютный материал, состоящий их четырёх композиций и выпущенный самостоятельно участниками группы в формате CD под названием Division Alpha — Psykron. После выпуска демо группа заключает договор с Holy Records, на котором в феврале 2000 года и выходит дебютный полноформатный концептуальный альбом Fazium One: Mankind Prototype давший начало научно — фантастической эпопее о войне на далёкой планете Psykron между людьми и разумными машинами . В качестве источников музыкального вдохновения основатели группы называли таких исполнителей как : Ministry , Rammstein , Nine Inch Nails , the Young Gods и др.
Затем группа даёт тур по Франции . Второй альбом — The Dekta Release: Fazium Two — был записан в 2001 году и как в музыкальном, так и в лирическом плане он претерпел определённые изменения: по словам Frederic Fievez музыка приобрела более электронное звучание и стала сочетать в себе элементы металла, индастриала и электро. В течение следующего года, они делают ремиксы для других групп, а в сентябре 2002 года издают ранее не реализованную песню "Cobalt Hope", первый трек компиляции «Holy Bible IV», , которая показала их более зрелую работу. Эта песня даёт представление и о следующем альбоме под названием Replika — третьей главы Psykron — истории, где конфликты и войны привели к постепенному запустению и хаосу на планете.
Третий альбом Replika вышел в 2003 году и продолжил повествование о битве за выживание, развернувшейся между людьми и суперкомпьютером-поработителем. В музыкальном же плане Frederic Fievez отмечал более органичный и живой звук, мелодику вокальных партий и разнообразие семплов.
В 2004 году группа обновляет оборудование в своей студии звукозаписи и работает над несколькими ремиксами для : Psy — «Believe»; Rajna — «Buried Flae» появляются на «Black Tears» (Holy rec. 102CD) и SUP — «EX ANIMO» участвуют в создании видео . После серии концертов, включая Affiche de la Holy party в январе 2005 года занимается окончанием производства аудио и видео своей концертной программы. DVD был выпущен в декабре того же года.
Между тем музыканты также записывают и песни для нового альбома, запись была сделана между сентябрем и ноябрем 2005 года, — альбом выпущен в марте 2006 года. Группа тем временем включила в состав Alexandre Jomini для замены Paul Banas — клавишные и Jerome Reinhalter — ударные .

## Лирическая концепция
На протяжении первых трёх альбомов группы музыка сопровождается концептуальной лирической составляющей, повествующей о планете Псикрон. На планене царит преступность и наркомания, проводятся эксперименты над людьми. Общество доверяет свою безопасность огромному суперкомпьютеру, надеясь на то, что он решит их проблему. Однако последний разрабатывает план окончательного порабощения человеческого рода создав Проект Дельта, а люди вступают в последний бой с механическим поработителем.
По словам Frederic Fievez данной концепцией группа пытается включить фантазию людей…окунуть их в мир научной фантастики. Кроме того фантастическая история, рассказываемая на протяжении альбомов группы, представляет собой своеобразный протест против фашизма и тоталитаризма. Заключительный этап концептуальной научно — фантастической эпопеи написанной музыкантами DIVISION ALPHA — Palingenesy (Регенерация) проливает свет на происхождение планеты Psykron и даёт ответы на все вопросы слушателей . Люди, выжившие на этой планете после войны с машинами — Replika, узнают правду о причинах катастрофы и подвергаются интенсивной регенерации . Альбом открывает и новое музыкальное качество, которое укрепляет несравненный стиль Division Alpha . Металл — саунд прекрасно сочетаются с электро — индустриальной направленностью группы. Регенерация — это музыкальное путешествие на далекую планету в смятение и хаос, в поиск истины и надежду на будущее …

## Влияние
В качестве музыкальных исполнителей, чьё творчество повлияло на музыку группы Frederic Fievez называет Rammstein, N.I.N., Nerves, The Yong Gods и Skinny Puppy.

## Творческий процесс
Написанием текстов песен занимается Frederic Fievez. Музыка же сочиняется совместно: сначала создаётся гитарная основа, затем добавляются электронные эффекты. После этого получившееся музыкальное полотно дорабатывается и доводится до чёткого и мощного звучания.

## Состав
- Frederic Fievez — вокал, бас, программирование
- Филип Рейнхалтер — вокал, гитара, программирование
- Пауль Банас — сессионный музыкант
- Alexandre Jomini — клавишные (с 2005 г.)
- Jerome Reinhalter — ударные (с 2005 г.)

## Дискография
- 1998 — Division Alpha
- 1999 — Fazium One: Mankind Prototype
- 2001 — The Dekta Release: Fazium Two
- 2003 — Replika
- 2006 — Palingenesy